# Maxime Sauvé
 (août 2020).
Maxime Sauvé (né le 30 janvier 1990 à Tours en France) est un joueur professionnel de hockey sur glace franco-canadien.

## Biographie

### Carrière en club
En 2006, il débute dans la Ligue de hockey junior majeur du Québec avec les Remparts de Québec. Le 17 décembre 2007, il est échangé aux Mooseheads d'Halifax en retour de David Gilbert et d'un choix de deuxième ronde en 2008. Les Mooseheads l'échangent immédiatement aux Foreurs de Val d'Or en retour de Brad Marchand et des choix de repêchage. Il participe avec l'équipe LHJMQ au Défi Canada-Russie en 2008 et 2009. Il est choisi au cours du repêchage d'entrée 2008 de la Ligue nationale de hockey par les Bruins de Boston en 2e ronde, en 47e position. Le 2 avril 2010, il joue son premier match au niveau professionnel avec les Bruins de Providence de la Ligue américaine de hockey. Il inscrit un doublé au cours d'une victoire 3-1 chez les Sharks de Worcester et est nommé meilleur joueur du match. Le 12 mars 2012, il joue son premier match dans la LNH avec les Bruins face aux Penguins de Pittsburgh. Il est échangé aux Blackhawks de Chicago le 3 avril 2013 en retour de Rob Flick.

### Carrière internationale
Il représente l'équipe du Canada en sélection jeune.

## Parenté dans le sport
Son père Jean-François, son oncle Robert Sauvé et son cousin Philippe Sauvé ont été joueurs professionnels.

## Statistiques

### En club
| Saison    | Équipe                          | Ligue        |    | Saison régulière | Saison régulière | Saison régulière | Saison régulière | Saison régulière |   | Séries éliminatoires | Séries éliminatoires | Séries éliminatoires | Séries éliminatoires | Séries éliminatoires |
| Saison    | Équipe                          | Ligue        | PJ | B                | A                | Pts              | Pun              | PJ               | B | A                    | Pts                  | Pun                  |                      |                      |
| 2006-2007 | Remparts de Québec              | LHJMQ        | 60 | 10               | 6                | 16               | 24               | 2                | 0 | 0                    | 0                    | 2                    |                      |                      |
| 2007-2008 | Remparts de Québec              | LHJMQ        | 38 | 12               | 20               | 32               | 22               | -                | - | -                    | -                    | -                    |                      |                      |
| 2007-2008 | Foreurs de Val-d'Or             | LHJMQ        | 32 | 14               | 19               | 33               | 8                | 4                | 2 | 3                    | 5                    | 2                    |                      |                      |
| 2008-2009 | Foreurs de Val-d'Or             | LHJMQ        | 64 | 27               | 49               | 76               | 43               | -                | - | -                    | -                    | -                    |                      |                      |
| 2009-2010 | Foreurs de Val-d'Or             | LHJMQ        | 25 | 13               | 22               | 35               | 26               | 6                | 5 | 2                    | 7                    | 2                    |                      |                      |
| 2009-2010 | Bruins de Providence            | LAH          | 6  | 2                | 0                | 2                | 2                | -                | - | -                    | -                    | -                    |                      |                      |
| 2010-2011 | Bruins de Providence            | LAH          | 61 | 21               | 17               | 38               | 36               | -                | - | -                    | -                    | -                    |                      |                      |
| 2011-2012 | Bruins de Providence            | LAH          | 39 | 11               | 15               | 26               | 40               | -                | - | -                    | -                    | -                    |                      |                      |
| 2011-2012 | Bruins de Boston                | LNH          | 1  | 0                | 0                | 0                | 0                | -                | - | -                    | -                    | -                    |                      |                      |
| 2012-2013 | Bruins de Providence            | LAH          | 52 | 10               | 13               | 23               | 24               | -                | - | -                    | -                    | -                    |                      |                      |
| 2012-2013 | IceHogs de Rockford             | LAH          | 8  | 1                | 2                | 3                | 4                | -                | - | -                    | -                    | -                    |                      |                      |
| 2013-2014 | Admirals de Norfolk             | LAH          | 47 | 6                | 8                | 14               | 19               | 7                | 2 | 0                    | 2                    | 4                    |                      |                      |
| 2014-2015 | Kölner Haie                     | DEL          | 27 | 3                | 6                | 9                | 24               | -                | - | -                    | -                    | -                    |                      |                      |
| 2015-2016 | Stingrays de la Caroline du Sud | ECHL         | 10 | 1                | 4                | 5                | 2                | -                | - | -                    | -                    | -                    |                      |                      |
| 2016-2017 | Marquis de Jonquière            | LNAH         | 6  | 1                | 2                | 3                | 4                | -                | - | -                    | -                    | -                    |                      |                      |
| 2017-2018 | Boxers de Bordeaux              | Ligue Magnus | 40 | 15               | 32               | 47               | 10               | 11               | 3 | 8                    | 11                   | 8                    |                      |                      |
| 2018-2019̟ | Boxers de Bordeaux              | Ligue Magnus | 12 | 2                | 8                | 10               | 4                | -                | - | -                    | -                    | -                    |                      |                      |

### En équipe nationale
| Année | Événement                            |   | PJ | B | A | Pts | Pun | +/-           |  | Résultat |
| 2008  | Championnat du monde moins de 18 ans | 7 | 0  | 6 | 6 | 2   | +4  | Médaille d'or |  |          |